# Ilythea mengalaensis
Ilythea mengalaensis är en tvåvingeart som beskrevs av Zhang och Yang 2007. Ilythea mengalaensis ingår i släktet Ilythea och familjen vattenflugor. Inga underarter finns listade i Catalogue of Life.